# Reto Donatsch
Reto Donatsch, né le 7 janvier 1973, est un joueur professionnel de squash représentant la Suisse. Il atteint le 50e rang mondial en septembre 1999, son meilleur classement. Il est champion de Suisse en 1998 et 1999.

## Biographie
Il est entraîné par sa mère Paula Donatsch avec sa sœur Martina Donatsch[réf. nécessaire] de deux années plus âgée. Sa sœur est également championne de Suisse à six reprises entre 1990 et 1995.

## Palmarès

### Titres
- Championnats de Suisse : 2 titres (1998, 1999)